# Ceromitia melanostrota
Ceromitia melanostrota là một loài bướm đêm thuộc họ Adelidae. Loài này có ở Nam Phi.